# 花影アリス
花影 アリス（はなかげ ありす、7月12日 - ）は、日本の元女優。元宝塚歌劇団宙組の娘役スター。
大阪府大東市、追手門学院大手前中学校出身。身長161cm。愛称は「アリス」。

## 来歴
2000年、宝塚音楽学校入学。
2002年、宝塚歌劇団に88期生として入団。星組公演「プラハの春／LUCKY STAR!」で初舞台。その後、宙組に配属。
花總まり似の容姿で早くから注目を集め、2004年の「ファントム」で新人公演初ヒロイン。その後も4度に渡って新人公演ヒロインを務める。
2006年の「UNDERSTUDY」でバウホール公演初ヒロイン。
2007年、「ALL SHOOK UP」（青山劇場・シアターBRAVA!公演）に外部出演し、坂本昌行の相手役としてヒロインを演じる。
2008年には、トップ娘役・陽月華の休演に伴い、「雨に唄えば」（梅田芸術劇場公演）で、代役としてヒロインに抜擢。
2010年の「ジュ シャント」で2度目のバウホール公演ヒロイン。同年8月8日、「TRAFALGAR／ファンキー・サンシャイン」東京公演千秋楽をもって、宝塚歌劇団を退団。
退団後は融合事務所所属となり、芸能活動を再開するが、その後、結婚を機に芸能活動から引退。

## 人物
芸名は、「不思議の国のアリス」から、アリスが小さくなった時に、花の影に隠れているイメージからつけた。
小学6年の時に見た雪組公演「虹のナターシャ」がきっかけで宝塚にはまり、受験スクールに通い始め、中学卒業時に1回で音楽学校に合格した。

## 宝塚歌劇団時代の主な舞台

### 初舞台
- 2002年4 - 5月、星組『プラハの春』『LUCKY STAR!』（宝塚大劇場のみ）

### 宙組時代
- 2002年7 - 11月、『鳳凰伝』『ザ・ショー・ストッパー』
- 2003年1月、『おーい春風さん』 - 女の子『春ふたたび』 - きの（バウホール）
- 2003年2 - 6月、『傭兵ピエール』 - ヴィベット『満天星大夜總会』[2]
- 2003年8月、『里見八犬伝』（バウホール・日本青年館）
- 2003年10 - 2004年2月、『白昼の稲妻』 - ルネ、新人公演：アニエス（本役：和音美桜）『テンプテーション!』[2]
- 2004年5 - 8月、『ファントム』 - メグ・ドリーヌ、新人公演：クリスティーヌ・ダーエ（本役：花總まり） 新人公演初ヒロイン[3][2]
- 2004年10 - 11月、『風と共に去りぬ』（全国ツアー） - ファニー
- 2005年1 - 4月、『ホテル ステラマリス』『レヴュー伝説』
- 2005年5 - 6月、『Le Petit Jardin（ル プティ ジャルダン）』（バウホール） - エリーヌ
- 2005年8 - 11月、『炎にくちづけを』 - 新人公演：サフェード（本役：美羽あさひ）『ネオ・ヴォヤージュ』
- 2006年1月、『不滅の恋人たちへ』（バウホール） - コレット／ラマール
- 2006年3 - 7月、『NEVER SAY GOODBYE』 - 新人公演：キャサリン・マクレガー（本役：花總まり） 新人公演ヒロイン[2]
- 2006年8月、『UNDERSTUDY』（バウホール） - ハーミア・グレンフィディック バウ初ヒロイン[3]
- 2006年11 - 2007年2月、『維新回天・竜馬伝!』 - おうの、新人公演：お蝶（本役：美羽あさひ）『ザ・クラシック』
- 2007年4月、『NEVER SLEEP』（バウホール・日本青年館） - ドロシー・ハート
- 2007年6 - 9月、『バレンシアの熱い花』 - ローラ、新人公演：イサベラ（本役：陽月華）『宙 FANTASISTA!』 新人公演ヒロイン
- 2008年2 - 5月、『黎明（れいめい）の風』 - ポーラ、新人公演：白洲正子（本役：和音美桜）『Passion 愛の旅』 新人公演ヒロイン[3]
- 2008年7月、『雨に唄えば』（梅田芸術劇場） - キャシー・セルダン ヒロイン[3][2]
- 2008年9 - 12月、『Paradise Prince（パラダイス プリンス）』 - マーガレット・メンフィールド、新人公演：サマンサ（本役：美風舞良）『ダンシング・フォー・ユー』
- 2009年2月、『外伝 ベルサイユのばらアンドレ編-』 - イレーネ『ダンシング・フォー・ユー』（中日劇場） 初エトワール
- 2009年4 - 7月、『薔薇に降る雨』 - ベロニカ『Amour それは…』
- 2009年8月、『大江山花伝』 - 胡蝶『Apasionado（アパショナード）!!II』（博多座） エトワール
- 2009年11 - 2010年2月、『カサブランカ』 - アニーナ
- 2010年3月、『Je Chante（ジュ シャント）-終わりなき喝采-』（バウホール） - ジジ バウヒロイン[2]
- 2010年5 - 8月、『TRAFALGAR（トラファルガー）』 - フランシス・ネルソン（ファニー）『ファンキー・サンシャイン』 退団公演、エトワール[6]

### 外部出演
- 2007年12月、『ALL SHOOK UP』（青山劇場・シアターBRAVA!） - ナタリー ヒロイン[3][4]

### 出演イベント
- 2004年3・9月、安蘭けいディナーショー『Sense』
- 2006年9月、TCAスペシャル2006『ワンダフル・ドリーマーズ』
- 2006年9月、貴城けいコンサート『I have a dream』
- 2006年10月、第47回『宝塚舞踊会』
- 2007年9月、『TAKARAZUKA SKY STAGE5th Anniversary Special』
- 2009年12月、タカラヅカスペシャル2009『WAY TO GLORY』

## 宝塚歌劇団退団後の主な活動

### 舞台
- 2011年5月、『アンタッチャブル』（シアター1010・中日劇場・森ノ宮ピロティホール） - マリア／ネス（朝香櫻子とWキャスト）
- 2011年11月、『SHINGEN〜風林火山落日〜』（シアター1010・バウホール） - ぬい（オフィーリア）
- 2012年4 - 5月、『陽だまりの樹』（サンシャイン劇場・新歌舞伎座・中日劇場） - 芸者浮舟

### ドラマ
- 2012年7月、『遺留捜査』第2シリーズ第3話（テレビ朝日） - 城戸さやか役
- 2012年、『平清盛』（NHK） - 祇女役

## 受賞歴
- 2004年、『宝塚歌劇団年度賞』 - 2003年度レッスン奨励賞
- 2008年、『阪急すみれ会パンジー賞』 - 新人賞